# 루이피에르 드센
루이피에르 드센(프랑스어: Louis-Pierre Deseine, 1749년 7월 20일~1822년 10월 11일)은 파리에서 태어난 프랑스의 조각가로, 얼굴 흉상과 가상 인물의 흉상으로 유명하다.

## 생애
드센은 여러 아틀리에에서 조각을 배웠는데, 특히 1785년 살롱에서 얼굴 흉상을 전시한 오귀스탱 파주와 함께 조각을 공부했다. 드센은 왕립 회화 조각 아카데미에서 1등상을 받았고, 이에 대한 보상으로 로마로 유학을 가서 조각 공부를 했다.(1781년~1784년)
드센은 1789년 살롱에서 벨리사리우스의 머리 흉상을 선보였다.
1814년, 드센은 회원으로 있었던 왕립 회화 조각 아카데미의 역사를 출판했다. 그는 1814년에 자신을 코펜하겐과 보르도 아카데미 회원으로 소개했으며 1780년대에 샹티이성의 식당을 위해 조각상을 제작하며 콩데 친왕의 수석 조각가라는 직책을 맡았다고 언급했다. 식당에는 일부 그림과 마케트가 보존되어 있다.
그의 형 클로드 앙드레 드센(1740~1823)은 청각장애인이었으며 잘 알려지지 않은 조각가였다. 형의 공화주의적 감성과 초상화 연구에서 나타난 과장된 성격 때문에 영국의 미술사학자 마이클 레비는 루이피에르 드센을 그의 형과 대조되는 인물로 평가했다.
1816년에 드센은 황금 박차 훈장을 받았다.

## 작품
- 오귀스탱 파주의 흉상(1785), 테라코타, 파리, 루브르 박물관
- 4살 때 클로드 피에르 루이 뒤랑(Claude-Pierre-Louis Durand)의 흉상(1788), 석고, 파리, 루브르 박물관
- 루이 16세의 흉상(1790년), 대리석, 베르사유
- 루이 17세 흉상(1790년), 대리석, 베르사유
- Mucius Scaevola (1791), 대리석, 파리, 루브르 박물관.
- 샤를 8세의 흉상(1799), 테라코타, 파리, 국립 고등예술학교
- Portrait d'Abélard (1801), 돌 메달에 있는 석고 흉상, 파리, École nationale superieure des Beaux-Arts
- 교황 비오 7세의 흉상(1805년, 1806년 살롱에 출품됨), 테라코타와 유사한 색조의 회반죽, 루에유 말메종, 말메종 성
- 피에르 니콜라 드 퐁트네의 흉상, 원로원 의원(1743~1806)(1807), 대리석, 베르사유
- 뤼인 공작의 흉상, 프랑스 쌍, 석고, (1808, 서명됨) 판매됨, 벨 에글리스 성, 2006년 6월 5일, lot 306
- Jean-Baptiste Bessières의 흉상, duc d'Istrie, maréchal de France (1813), 석고 녹청 청동, île d'Aix, musées de l'île d'Aix
- Louis-Antoine-Henri de Bourbon의  흉상, duc d'Enghien(1817), 석고, Chantilly, Musée Condé. 기념비는 그의 죽음 이후에 그의 조카에 의해 완성되었다.
- 루이 18세의 흉상(1817), 샹티이, 콩데 미술관
- Vincennes의 duc d'Enghien 기념비 모형(1817), 나무 위에 석고, Chantilly, Musée Condé
- 벨로이 추기경 기념비 모형, 석고, (c 1819) 루브르 박물관. 벨로이 추기경의 기념비는 1819년 파리 노트르담 대성당에 세워졌다.

- 《푸토를 지탱하는 두 님프》, 테라코타, 비문이 새겨져 있음, 1993년 7월 22일 Sotheby's Arcade에서 판매, 품목 번호 292
- 테라코타 마케트, 《성모와 아이》 (1996년 5월 9일 런던 본햄에서 판매, 7번 품목)
- 《비엔나 입장》, 파리 카루젤 개선문의 옅은 부조
- Jean-Joachim Winckelmann의 초상화 흉상, 착색된 석고, 베르사유 미술관,
- Jean-Étienne-Marie Portalis 백작, 실물 크기 동상, 대리석, 베르사유

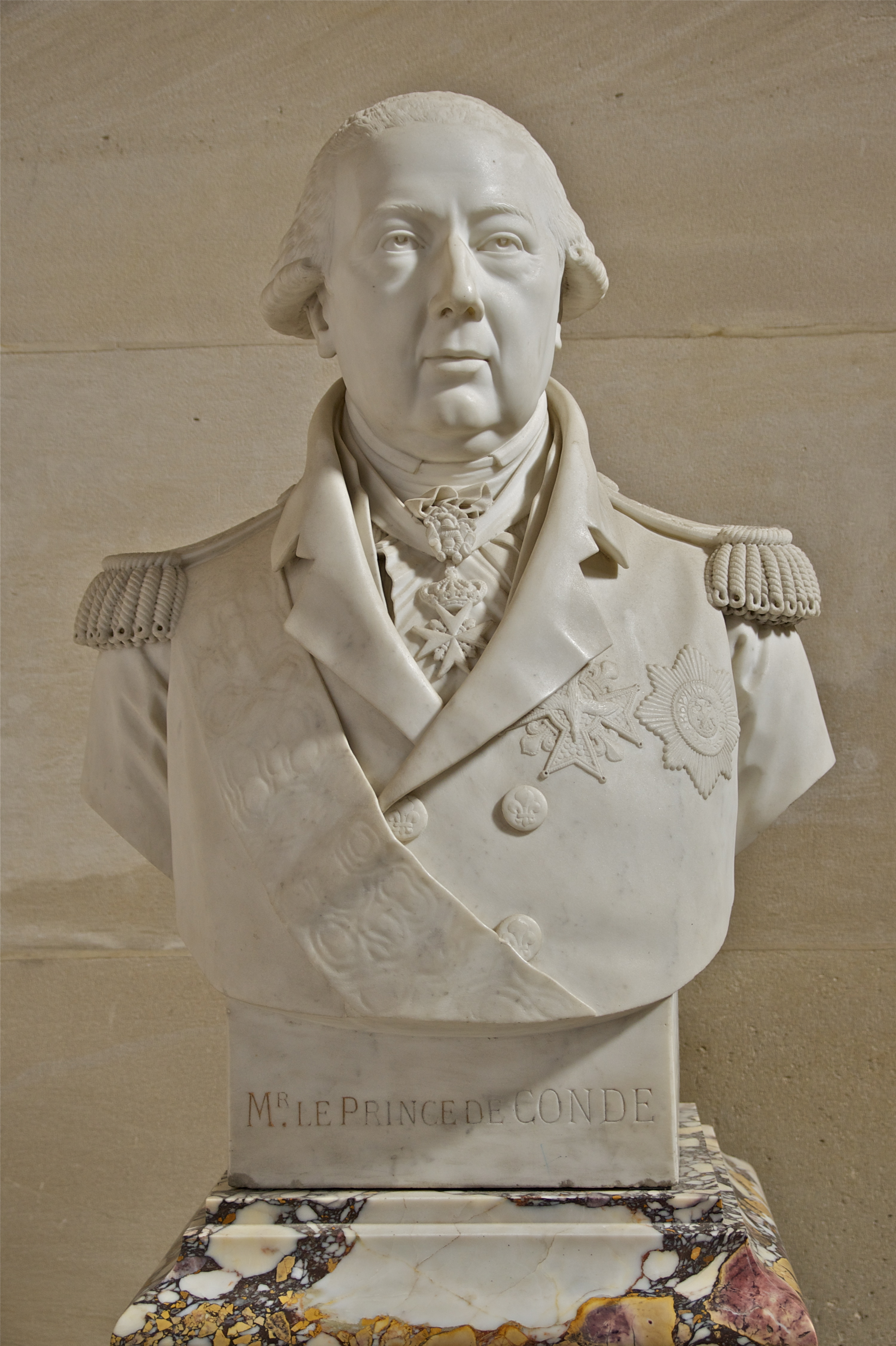
루이 5세 조제프 드 콩데 친왕의 흉상, 1814년, 콩데 미술관
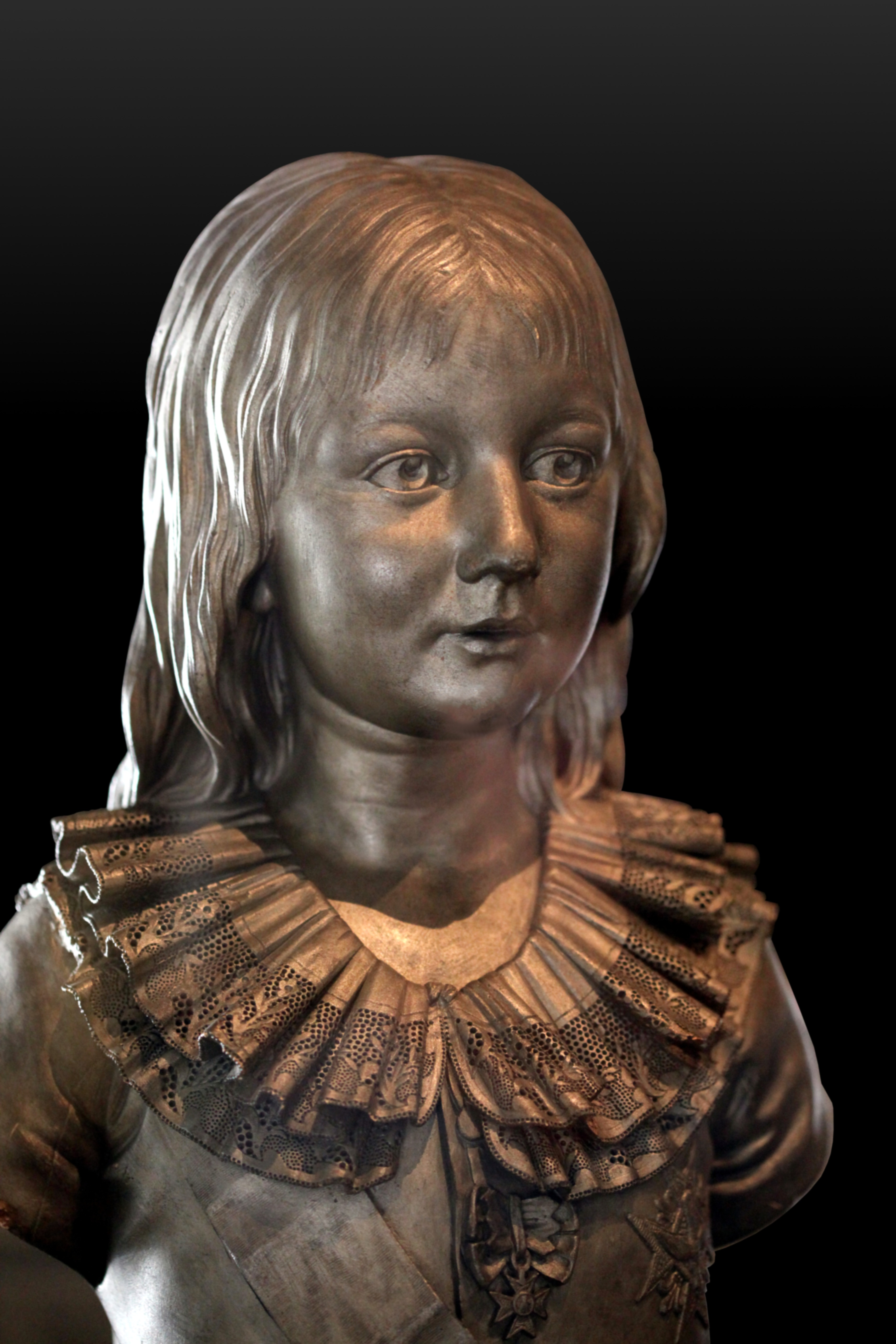
루이샤를 드 프랑스 왕세자의 흉상, 1790년, 베르사유궁
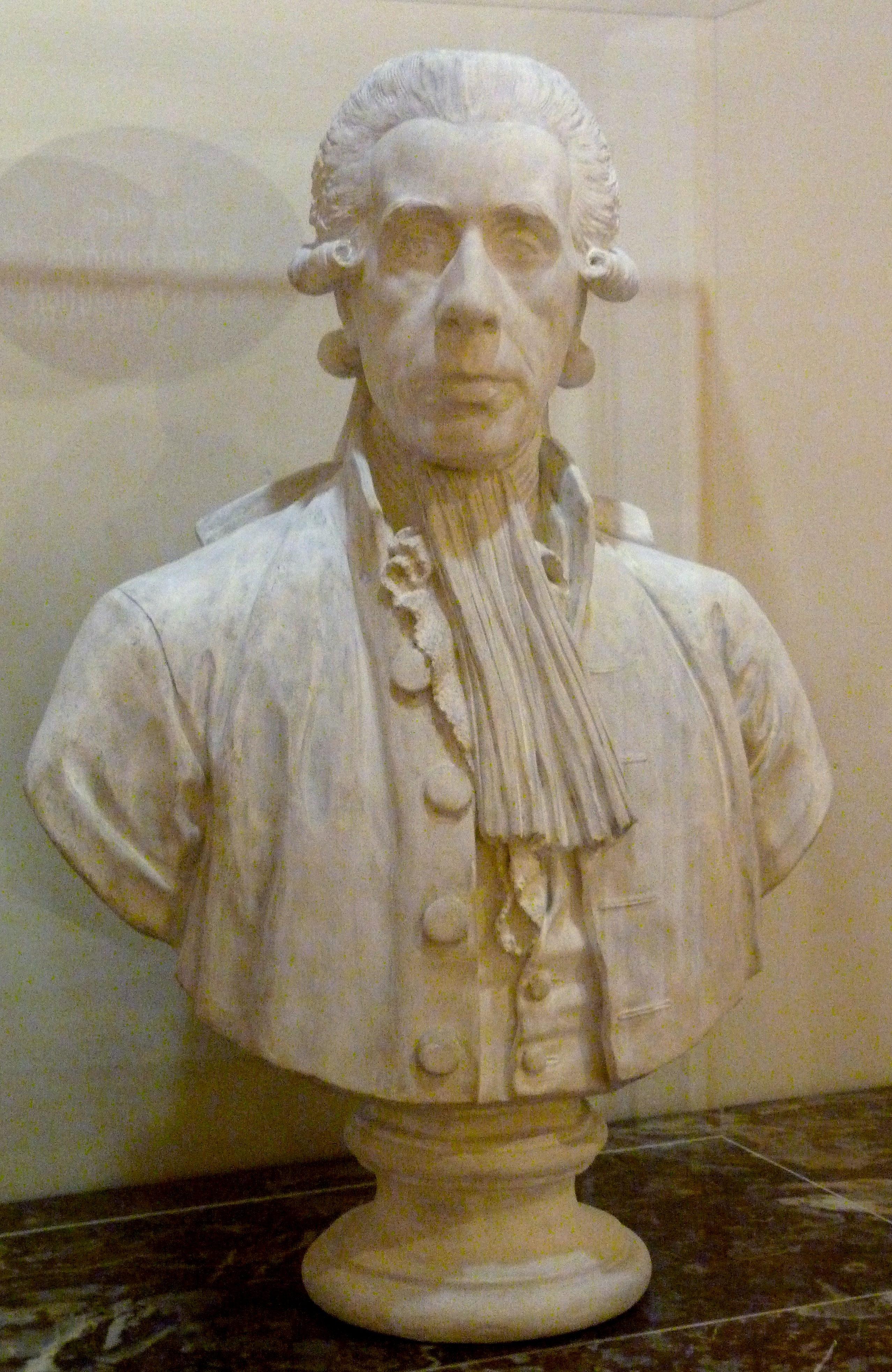
장 실뱅 바이의 흉상, 랑비네 미술관
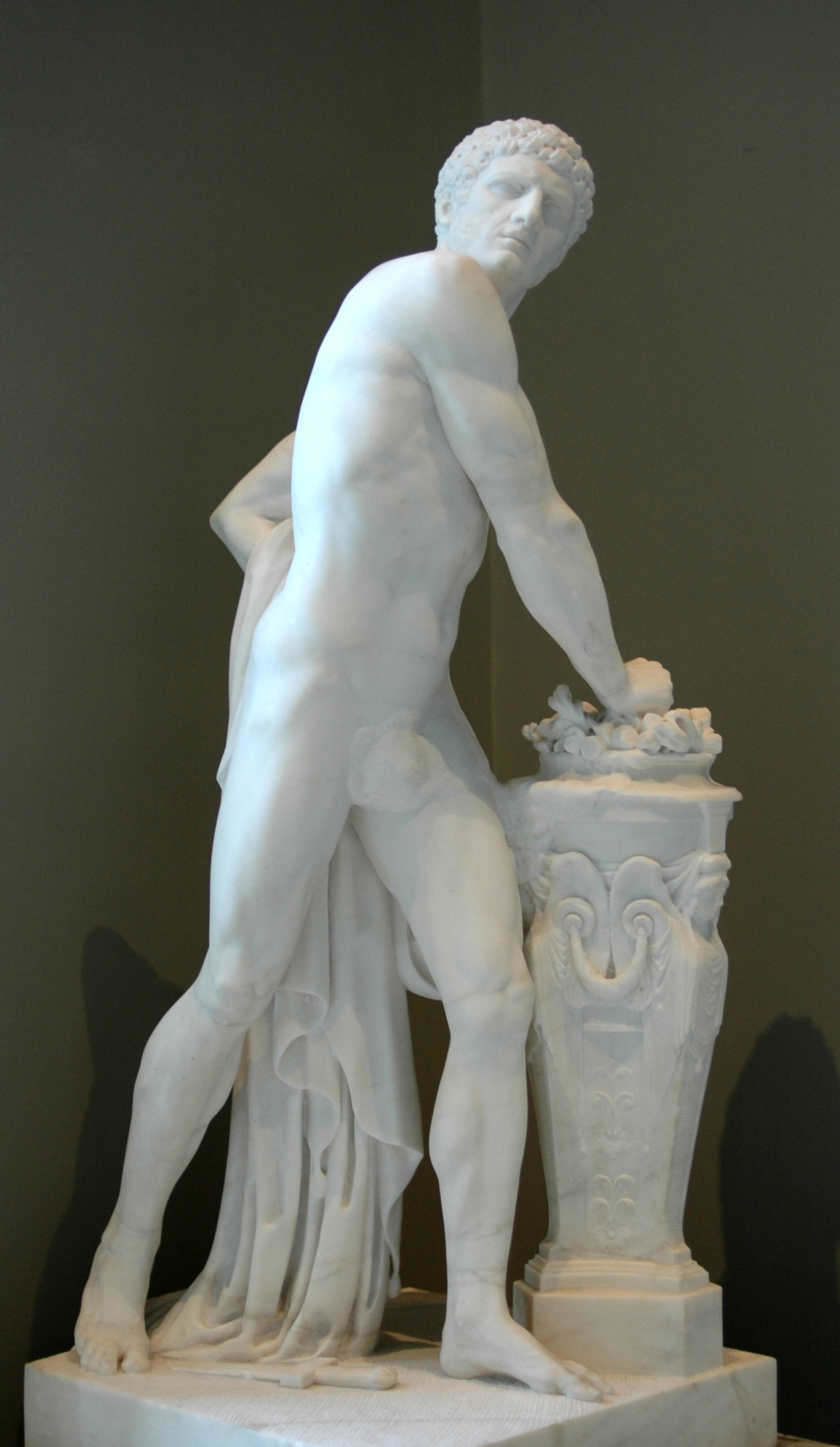
《고통에 맞서 싸우는 무키우스 스카에볼라》, 1791년, 루브르 박물관
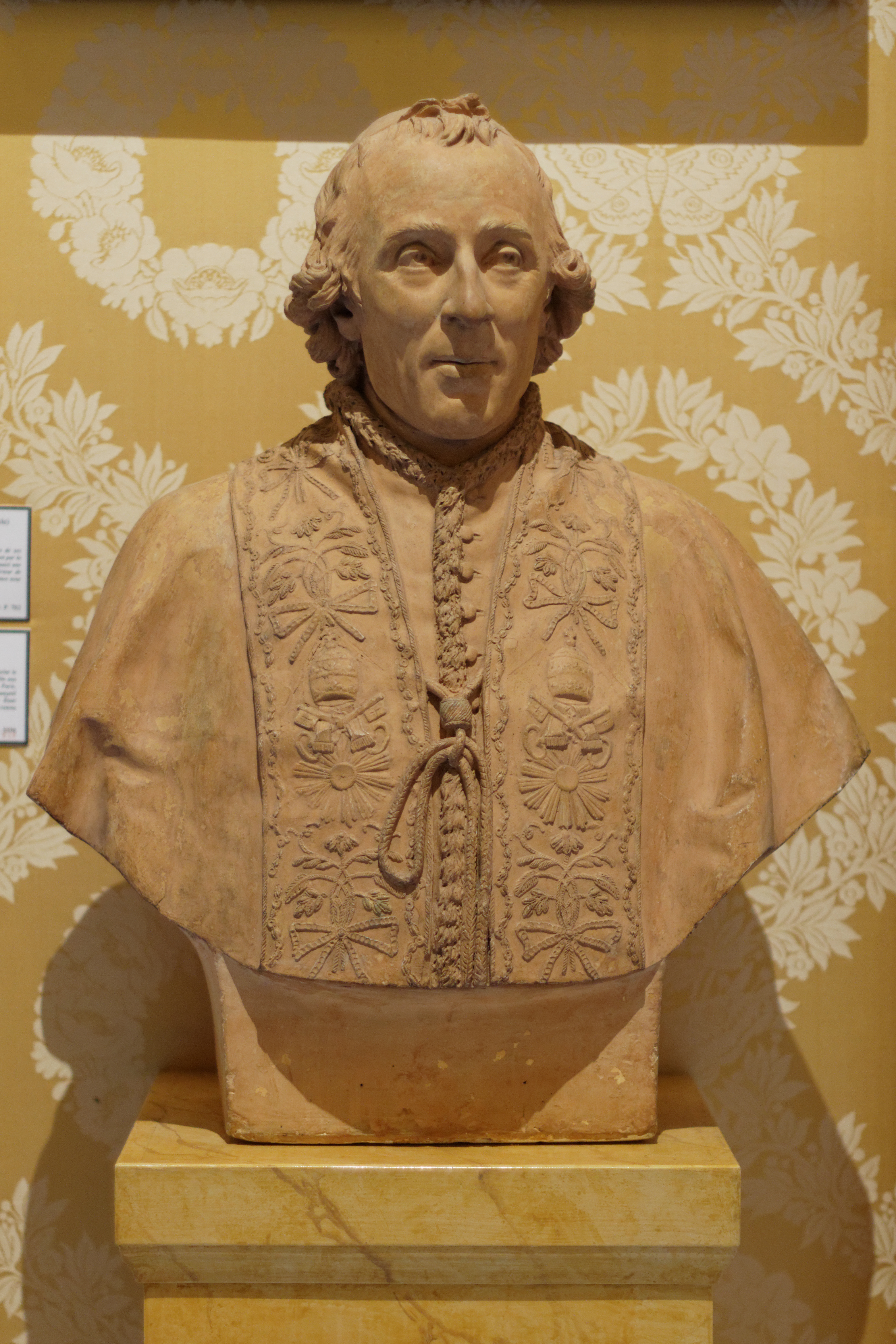
교황 비오 7세의 흉상, 1805년, 카르나발레 박물관
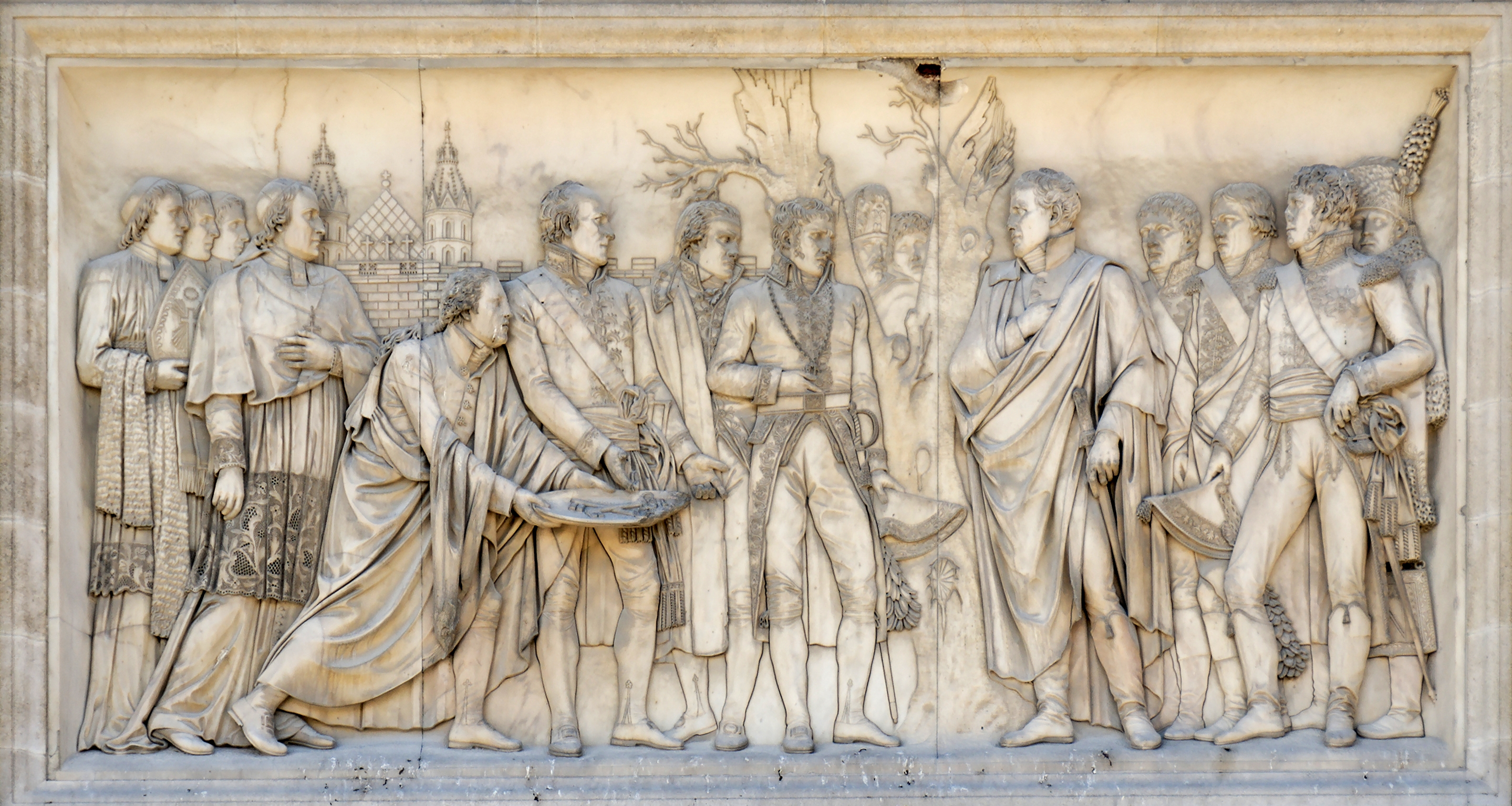
《비엔나 입장》, 1809년, 카루젤 개선문의 옅은 부조
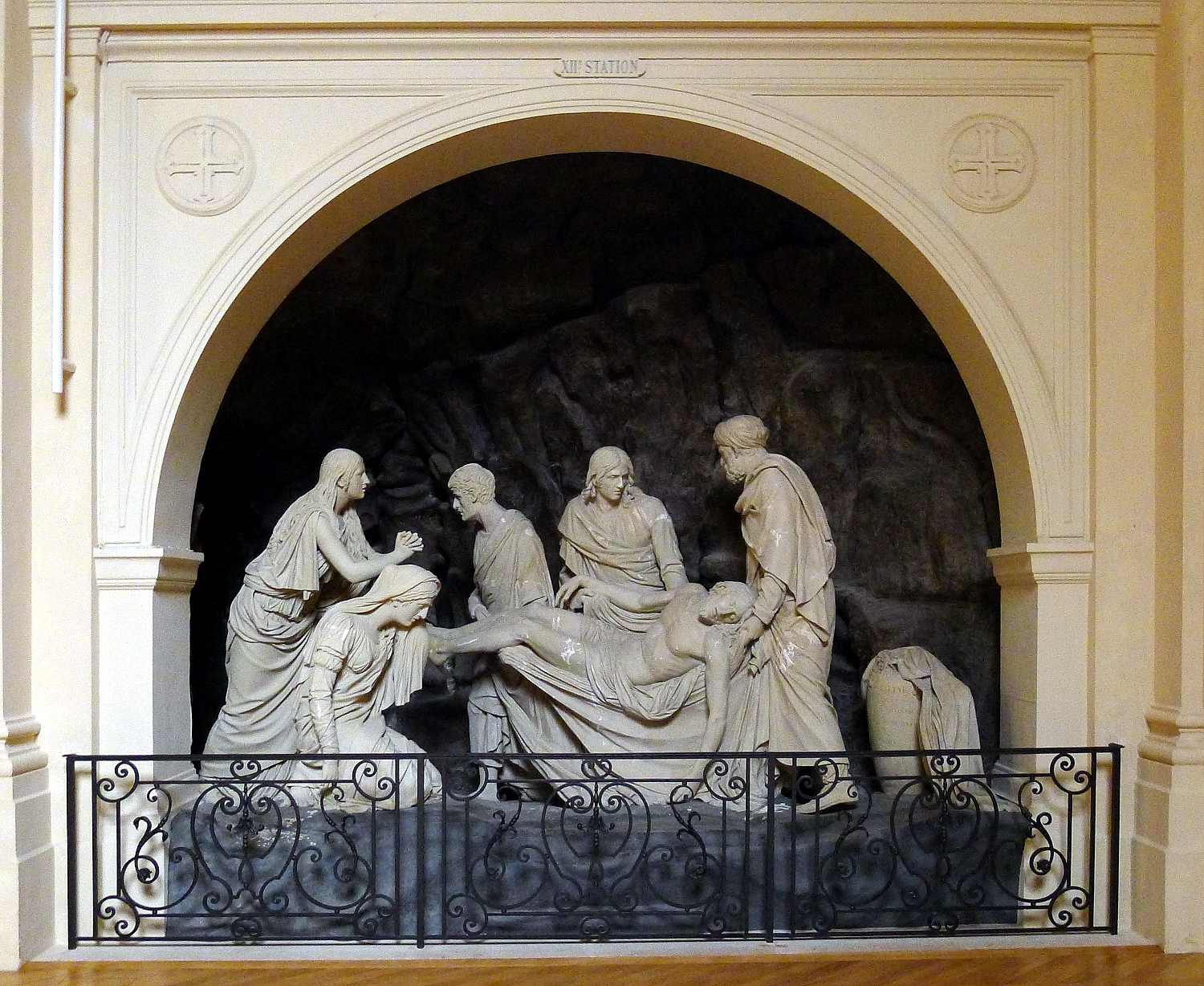
La Mise au tombeau
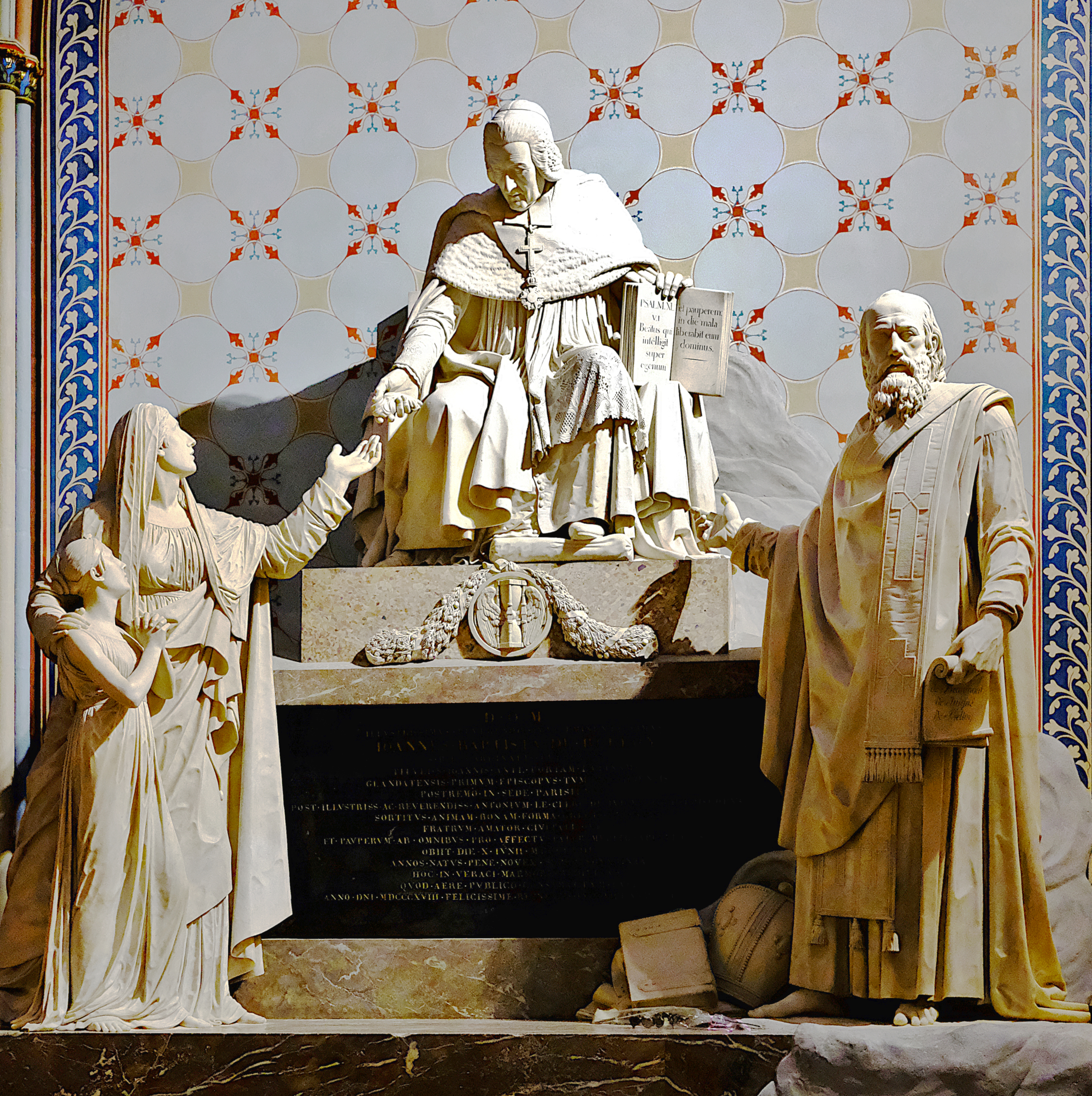
벨로이 추기경 기념비, 파리 노트르담 대성당